# Oxycheilinus celebicus
Oxycheilinus celebicus là một loài cá biển thuộc chi Oxycheilinus trong họ Cá bàng chài. Loài này được mô tả lần đầu tiên vào năm 1853.

## Từ nguyên
Từ định danh celebicus được đặt theo tên gọi trước đây của đảo Sulawesi (Celebes), nơi mẫu định danh được thu thập (hậu tố –icus trong tiếng Latinh có nghĩa là "thuộc về").

## Phạm vi phân bố và môi trường sống
O. celebicus được phân bố tập trung ở Đông Ấn Độ Dương và Tây Thái Bình Dương. Từ quần đảo Mergui (Myanmar), phạm vi của loài này mở rộng đến vùng biển các nước Đông Nam Á, trải dài về phía đông đến một số các đảo quốc là Liên bang Micronesia, quần đảo Marshall, Niue, Palau, quần đảo Solomon và Tonga; ngược lên phía bắc đến vùng biển phía nam Nhật Bản; phía nam đến bãi cạn Rowley (Úc) và Nouvelle-Calédonie. Ở Việt Nam, loài này được ghi nhận tại vịnh Nha Trang (Khánh Hòa) cũng như tại quần đảo Hoàng Sa.
O. celebicus sống trên các rạn viền bờ ở độ sâu đến ít nhất là 40 m.

## Mô tả

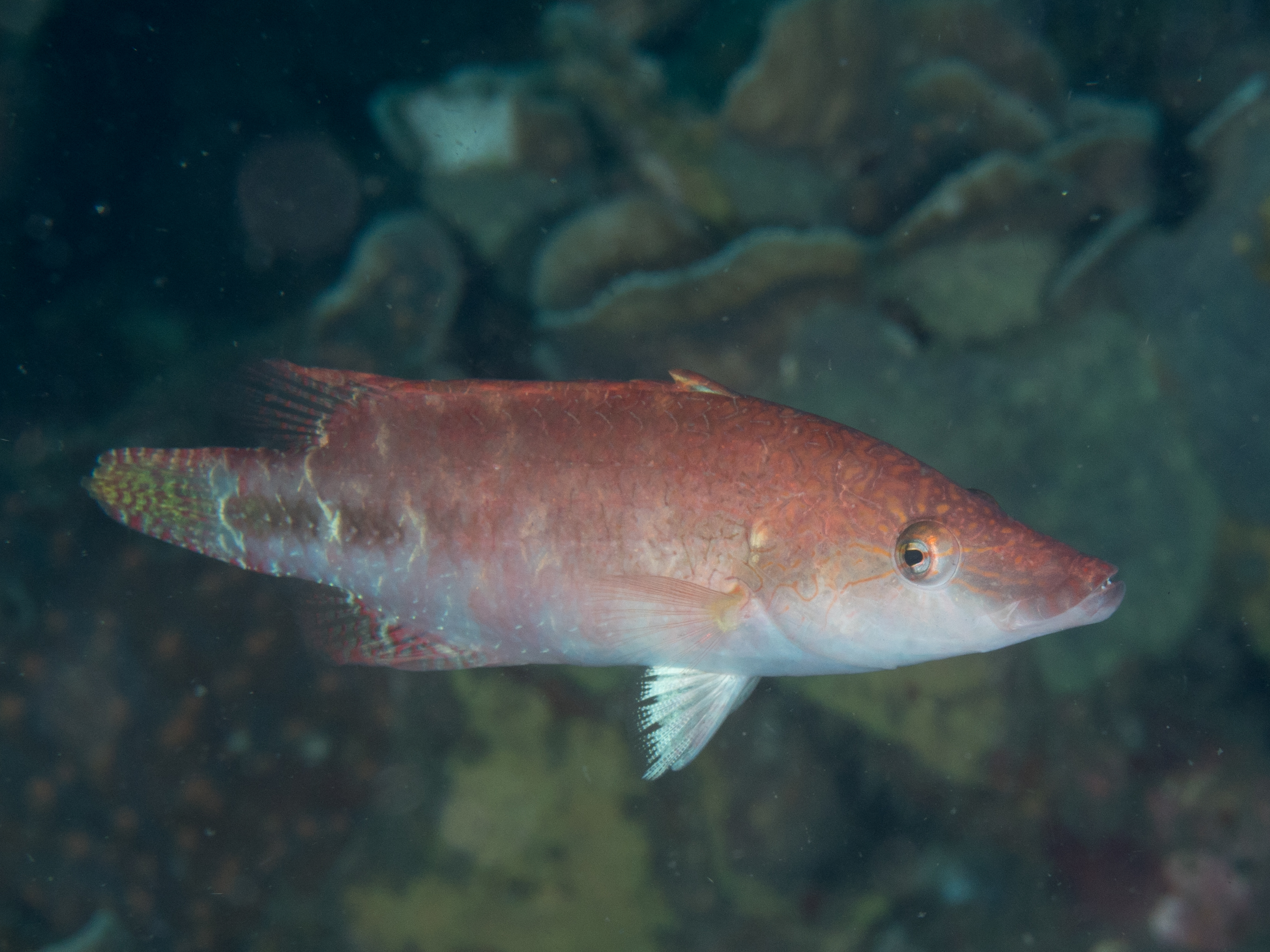
O. celebicus đang lớn

Chiều dài cơ thể tối đa được ghi nhận ở O. celebicus là 24 cm. Mõm dài và nhọn, có dạng hình nón; phần đầu hơi lõm. O. celebicus là loài lưỡng tính tiền nữ. Cá đực và cá cái có màu nâu đỏ, lốm đốm những vệt trắng, đỏ nhạt và nâu sẫm. Đầu có những vệt sọc màu cam bao quanh mắt. Các vây lấm chấm đỏ. Có một dải sọc đen được ngắt thành các đốm hình vuông ở hai bên thân (sẫm nâu về phía thân sau). Dải trắng bao quanh cuống đuôi.
Số gai ở vây lưng: 9; Số tia vây ở vây lưng: 10; Số gai ở vây hậu môn: 3; Số tia vây ở vây hậu môn: 8.

## Sinh thái học
Thức ăn của O. celebicus là các loài thủy sinh không xương sống. Loài này còn được biết đến là sống cộng sinh với san hô nấm Heliofungia actiniformis.